# Joel Cox
Joel Cox (Los Angeles, 2 de abril de 1942) é um editor estadunidense. Venceu o Oscar de melhor montagem na edição de 1993 por Unforgiven.